# Bāgheh-ye Yolmeh Sālīān
Bāgheh-ye Yolmeh Sālīān (persiska: باغه يلمه ساليان, قشلاق باغی) är en ort i Iran.   Den ligger i provinsen Golestan, i den norra delen av landet, 300 km nordost om huvudstaden Teheran. Bāgheh-ye Yolmeh Sālīān ligger 5 meter över havet och antalet invånare är 196.
Terrängen runt Bāgheh-ye Yolmeh Sālīān är mycket platt. Runt Bāgheh-ye Yolmeh Sālīān är det ganska tätbefolkat, med 108 invånare per kvadratkilometer. Närmaste större samhälle är Ḩabīb Īshān, 5,8 km väster om Bāgheh-ye Yolmeh Sālīān. Trakten runt Bāgheh-ye Yolmeh Sālīān består till största delen av jordbruksmark.